# ۱۲۷۲ (میلادی)
۱۲۷۲ (میلادی) هزار و دویست و هفتاد و دومین سال تقویم میلادی است.

## زادگان
ویلیام والاس (شجاع دل)

## درگذشتگان
- ۱۶ نوامبر - هنری سوم، پادشاه انگلستان و فرمانروای ایرلند (ز. ۱۲۰۷)

‎